# Kudafaree
Kudafari is een van de bewoonde eilanden van het Noonu-atol behorende tot de Maldiven.

## Demografie
Kudafari telt (stand september 2006) 312 vrouwen en 368 mannen.